# Team Lotto NL-Jumbo 2017
Questa voce raccoglie le informazioni riguardanti la squadra ciclistica Team Lotto NL-Jumbo nelle competizioni ufficiali della stagione 2017.

## Organico

### Staff tecnico
|  | Naz.                   | Ruolo | Sportivo         |  |  |  |
|  | ---------------------- | ----- | ---------------- |  |  |  |
|  | Paesi Bassi (bandiera) | GM    | Richard Plugge   |  |  |  |
|  | Paesi Bassi (bandiera) | DS    | Nico Verhoeven   |  |  |  |
|  | Paesi Bassi (bandiera) | DS    | Jan Boven        |  |  |  |
|  | Paesi Bassi (bandiera) | DS    | Addy Engels      |  |  |  |
|  | Paesi Bassi (bandiera) | DS    | Mathieu Heijboer |  |  |  |
|  | Paesi Bassi (bandiera) | DS    | Frans Maassen    |  |  |  |
|  | Paesi Bassi (bandiera) | DS    | Grisha Niermann  |  |  |  |
|  | Paesi Bassi (bandiera) | DS    | Merijn Zeeman    |  |  |  |

### Rosa
|  | Naz.                     |  | Sportivo              | Anno |  |  |
|  | ------------------------ |  | --------------------- | ---- |  |  |
|  | Italia (bandiera)        |  | Enrico Battaglin      | 1989 |  |  |
|  | Nuova Zelanda (bandiera) |  | George Bennett        | 1990 |  |  |
|  | Paesi Bassi (bandiera)   |  | Lars Boom             | 1985 |  |  |
|  | Paesi Bassi (bandiera)   |  | Koen Bouwman          | 1993 |  |  |
|  | Belgio (bandiera)        |  | Victor Campenaerts    | 1991 |  |  |
|  | Paesi Bassi (bandiera)   |  | Twan Castelijns       | 1989 |  |  |
|  | Paesi Bassi (bandiera)   |  | Stef Clement          | 1982 |  |  |
|  | Belgio (bandiera)        |  | Floris De Tier        | 1992 |  |  |
|  | Paesi Bassi (bandiera)   |  | Robert Gesink         | 1986 |  |  |
|  | Paesi Bassi (bandiera)   |  | Dylan Groenewegen     | 1993 |  |  |
|  | Norvegia (bandiera)      |  | Amund Grøndahl Jansen | 1994 |  |  |
|  | Paesi Bassi (bandiera)   |  | Martijn Keizer        | 1988 |  |  |
|  | Paesi Bassi (bandiera)   |  | Steven Kruijswijk     | 1987 |  |  |
|  | Paesi Bassi (bandiera)   |  | Steven Lammertink     | 1993 |  |  |
|  | Paesi Bassi (bandiera)   |  | Tom Leezer            | 1985 |  |  |
|  | Paesi Bassi (bandiera)   |  | Bert-Jan Lindeman     | 1989 |  |  |
|  | Spagna (bandiera)        |  | Juan José Lobato      | 1988 |  |  |
|  | Germania (bandiera)      |  | Paul Martens          | 1983 |  |  |
|  | Paesi Bassi (bandiera)   |  | Daan Olivier          | 1992 |  |  |
|  | Slovenia (bandiera)      |  | Primož Roglič         | 1989 |  |  |
|  | Paesi Bassi (bandiera)   |  | Timo Roosen           | 1993 |  |  |
|  | Paesi Bassi (bandiera)   |  | Bram Tankink          | 1978 |  |  |
|  | Paesi Bassi (bandiera)   |  | Antwan Tolhoek        | 1994 |  |  |
|  | Belgio (bandiera)        |  | Jurgen Van den Broeck | 1983 |  |  |
|  | Paesi Bassi (bandiera)   |  | Jos van Emden         | 1985 |  |  |
|  | Belgio (bandiera)        |  | Gijs Van Hoecke       | 1991 |  |  |
|  | Stati Uniti (bandiera)   |  | Alexey Vermeulen      | 1994 |  |  |
|  | Germania (bandiera)      |  | Robert Wagner         | 1983 |  |  |
|  | Belgio (bandiera)        |  | Maarten Wynants       | 1982 |  |  |

## Palmarès

### Corse a tappe
World Tour
- Vuelta al País Vasco

4ª tappa (Primož Roglič)
6ª tappa (Primož Roglič)
- Tour de Romandie

5ª tappa (Primož Roglič)
- Tour of California

Clafficica generale (George Bennett)
- Giro d'Italia

21ª tappa (Jos van Emden)
- Critérium du Dauphiné

3ª tappa (Koen Bouwman)
- Tour de France

17ª tappa (Primož Roglič)
21ª tappa (Dylan Groenewegen)
- BinckBank Tour

5ª tappa (Lars Boom)
- Tour of Guangxi

5ª tappa (Dylan Groenewegen)
Continental
- Vuelta a Andalucía

3ª tappa (Victor Campenaerts)
- Volta ao Algarve 2017

Classifica generale (Primož Roglič)
- Tour de Yorkshire

1ª tappa (Dylan Groenewegen)
- Tour of Norway

2ª tappa (Dylan Groenewegen)
4ª tappa (Dylan Groenewegen)
- Tour des Fjords

2ª tappa (Timo Roosen)
- Ster ZLM Toer

Prologo (Primož Roglič)
2ª tappa (Dylan Groenewegen)
3ª tappa (Dylan Groenewegen)
- Tour de l'Ain

1ª tappa (Juan José Lobato)
- Tour of Britain

5ª tappa (Lars Boom)
7ª tappa (Lars Boom)
Classifica generale (Lars Boom)

### Corse in linea
Continental
- Dwars door West-Vlaanderen (Jos van Emden)
- Tacx Pro Classic (Timo Roosen)

### Campionati continentali
Nota: nei campionati continentali gli atleti gareggiano rappresentando la propria federazione, e non la squadra di appartenenza.
- Campionati europei

Cronometro Elite (Victor Campenaerts)

## Classifiche UCI

### Calendario mondiale UCI
Individuale
Piazzamenti dei corridori del Team Lotto NL-Jumbo nella classifica individuale dell'UCI World Tour 2017.
| Pos. | Ciclista              | Punti |
| ---- | --------------------- | ----- |
| 27   | Primož Roglič         | 1 191 |
| 60   | Dylan Groenewegen     | 678   |
| 64   | Steven Kruijswijk     | 667   |
| 73   | George Bennett        | 566   |
| 100  | Robert Gesink         | 359   |
| 124  | Juan José Lobato      | 225   |
| 125  | Jos van Emden         | 218   |
| 145  | Lars Boom             | 158   |
| 167  | Paul Martens          | 123   |
| 180  | Enrico Battaglin      | 103   |
| 189  | Stef Clement          | 98    |
| 198  | Koen Bouwman          | 89    |
| 221  | Bram Tankink          | 73    |
| 236  | Antwan Tolhoek        | 63    |
| 243  | Floris De Tier        | 60    |
| 266  | Daan Olivier          | 46    |
| 283  | Timo Roosen           | 38    |
| 312  | Gijs Van Hoecke       | 27    |
| 324  | Maarten Wynants       | 24    |
| 337  | Alexey Vermeulen      | 22    |
| 366  | Amund Grøndahl Jansen | 12    |
| 419  | Jurgen Van den Broeck | 3     |
| 420  | Robert Wagner         | 3     |

Squadra
Il Team Lotto NL-Jumbo ha chiuso in sedicesima posizione con 4 846 punti.